# Підпалова Анастасія Валеріївна
Анастасія Валеріївна Підпалова (ур. Бородіна) (5 січня 1982, Херсон) — українська гандболістка. Ліва півсередня французького клубу «Діжон». Бронзова призерка Олімпійських ігор 2004. Майстер спорту України міжнародного класу.

## Біографія
У ДЮСШ Херсона займалась волейболом, але перейшла до гандболу, коли її випадково зустрів та у віці 15 років запросив до Херсонського вищого училища фізичної культури тренер Михайло Милославський.
Закінчила Херсонський державний університет.
Виступала за клуби «Дніпрянка» (Херсон), «Мотор» (Запоріжжя), «Олтхім» (Румунія), «Динамо» (Росія), «Мец» (Франція), «Брест» (Франція), «Діжон» (Франція), «Гавр» (Франція). Переможниця чемпіонатів чотирьох країн — України (5 чемпіонських титулів), Румунії (3), Франції (2), та Росії (1).
Фіналістка Ліги чемпіонів-2010 у складі «Олтхіма». У другому фінальному матчі ЛЧ Бородіна закинула 7 м'ячів.
Олімпійську медаль вона виборола на афінській Олімпіаді у складі збірної України з гандболу. Була капітаном національної збірної.

## Титули та досягнення

### Державні
- Орден княгині Ольги III ступеня
- Почесна грамота Кабінету Міністрів України
- Медаль «За розвиток Запорізького краю»